# Tref Alaw
Tref Alaw est une localité du pays de Galles située sur l’île d’Anglesey.